# Boninita
Las boninitas son un grupo de rocas volcánicas máficas ricas en magnesio que corresponden a andesitas primitivas. Se considera que provienen de fusión parcial de manto metasomatizado.
Las boninitas toman nombre del arco insular de Bonin, un grupo de islas al sur de Japón. Constituyen una parte minoritaria de algunos arcos de islas y ofiolitas.
Rocas plutónicas Arqueanas similares a las boninitas encontradas en cratones son llamadas sanukitoides.